# Paracoccus deceptus
Paracoccus deceptus är en insektsart som beskrevs av Jennifer M. Cox 1987. Paracoccus deceptus ingår i släktet Paracoccus och familjen ullsköldlöss. Inga underarter finns listade i Catalogue of Life.